# Palácio de Gundã
O Palácio de Gundã, também conhecido como Alcácer de Gundã ou Palácio de Gandã (em árabe: قصر غمدان), é um antigo palácio e fortaleza em Saná, Iêmen. Tudo o que resta de Gundã é um campo de ruínas emaranhadas em frente à primeira e segunda portas orientais da Mesquita de Jami (Grande Mesquita de Saná). Esta parte de Saná forma uma proeminência que é conhecida por conter os escombros dos tempos antigos. O local está localizado no extremo sudeste da antiga cidade fortificada (Alcácer) de Saná, a oeste de onde a Grande Mesquita de Saná posteriormente, a qual faz parte do Património Mundial UNESCO. da Cidade Velha de Saná. É por vezes referido como Torre de Gundã.
De acordo com o geógrafo e historiador árabe, Alhandani (ca. 893-945), as pedras fundamentais do Palácio de Gundã foram estabelecidas por Sem, filho de Noé, ou por Xar Autar que construiu muros na cidade de Saná.  Outros sugerem que pode datar dos tempos pré-islâmicos, construídos pelos Sabeus em meados do século III pelo último grande rei de Sabá, El Sharih Yahdhib.  Alguns historiadores datam do início do século II ou do primeiro século.  O palácio foi destruído pelo califa Otomão, ou ainda antes, pelo conquistador abissínio Abramo. Restaurado várias vezes, a história do palácio é representada em inúmeras lendas e contos. É mencionado em muitas peças de poesia árabe, os poetas cantando sobre sua beleza.  A torre do palácio, um prédio de 20 andares, é considerada por alguns como o mais antigo arranha-céu do mundo.

## História
Embora o antigo palácio esteja agora em ruínas, seu estilo, uma estrutura de vários andares, forneceu o protótipo para as casas tipo torre construídas em Saná. Isso expressou-se na "arquitetura requintada da cidade velha".
O palácio foi usado pelos últimos reis himiaritas, que haviam governado o Iêmen a partir de Gundã e que já foi a residência de Abhalah.  Foi declaradamente destruído pelo califa Otomão no século VII porque temia que pudesse ser usado como fortaleza para uma rebelião. Alguns de seus materiais foram reutilizados para construir a Grande Mesquita.
O palácio foi reconstruído algum tempo depois, mas deteriorou-se ao longo do tempo. As ruínas da torre do palácio estão agora na forma de um monte que se estende do leste da Grande Mesquita ao norte de Bab Al-Iêmen.

## Arquitetura

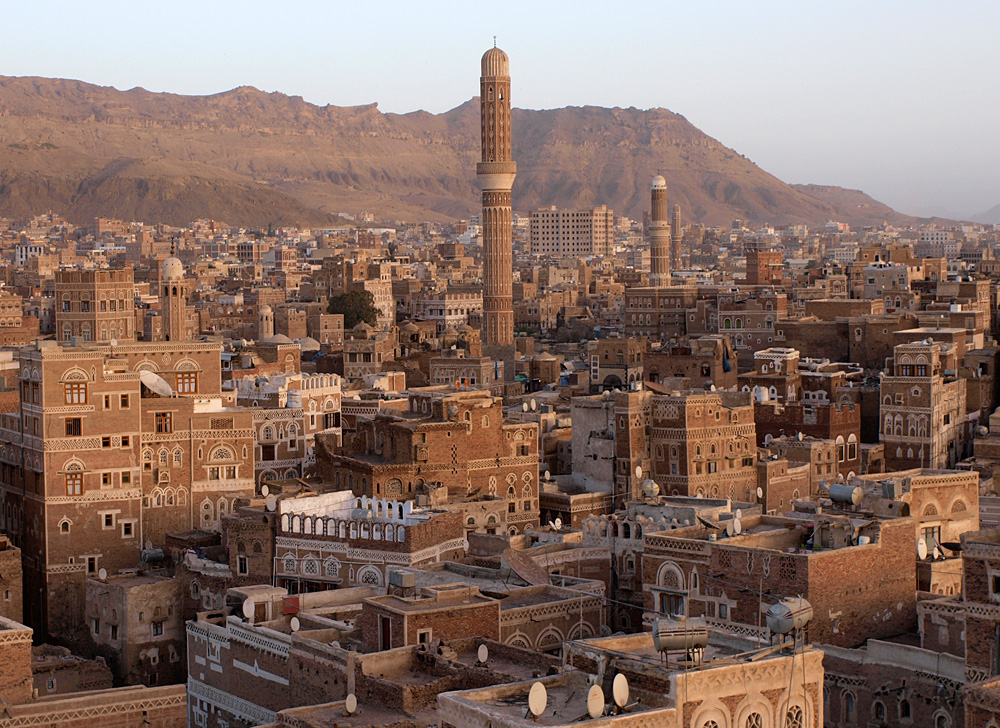
Cidade velha de Saná com edifícios de torre

A torre do palácio foi construída no topo de uma colina. Historiadores como Alhandani , Mohammed Al-Qazwani e Dr. Adnan Tarsis contestam a altura do palácio original. Dada a sua grandeza, sua altura foi exagerada nos relatos históricos. A maioria das alegações cita algo entre seis e dez andares. No início do século IX, dizia-se que ele tinha "sete andares de altura, sendo a sala mais alta de mármore policromado e seu telhado uma única placa de mármore verde". No entanto, Alhandani alega ter 20 andares, com cada andar sendo 13 metros (43 pé)   em altura, talvez referindo-se à torre do palácio.
Construídas sobre uma base quadrada, as quatro faces externas do palácio eram de mármore branco, preto, verde e vermelho.  O andar de cima da torre continha o salão Bilqis. Este salão foi descrito nos livros de Alhandani (dois volumes, preservados no Museu Britânico), como apresentando um teto afixado com um mármore transparente de oito peças, ou o que é conhecido como luzes de proa. As quatro aberturas nos quatro cantos da sala ofereciam uma visão próxima da lua, adorada por reis no antigo Iêmen. Dizia-se que figuras de leões de bronze em cada canto do teto de alabastro emitiam um rugido quando o vento passava por elas. No entanto, a característica mais extraordinária do palácio era a clepsidra , um dispositivo antigo de contagem de tempo, que foi construído nela.  Um portão, conhecido como "Qasr Al-Selah", é considerado o último vestígio da torre do palácio.

## Na literatura
O palácio é mencionado em muitas peças de poesia árabe com poetas cantando sobre sua beleza.  Diz a lenda que quando os pássaros sobrevoavam o palácio, suas sombras podiam ser vistas no teto.
Du Jadã Alhimiari (fl. séculos VI - VII) escreveu:
Você já ouviu falar das torres de Gundã:
Do topo da montanha, reduz
Bem carpintado, com pedras para ficar,
Estucado com argila limpa, úmida e escorregadia;
Lâmpadas de óleo dentro dela mostram
Até mesmo como o brilho do raio.
Este novo castelo é cinzas hoje
As chamas devoraram sua beleza.
O poeta Adi ibne Zaide Alhiri escreveu:
O que há depois de Saná em que viveu
Governantes de um reino cujos dons eram pródigos?
Seu construtor levantou para as nuvens voadoras,
Suas câmaras elevadas davam almíscar.
Protegido por montanhas contra os ataques de inimigos,
Suas alturas elevadas são inescaláveis.
Agradável foi a voz da coruja da noite lá,
Respondido até mesmo por um flautista.
Muito depois de sua destruição, o geógrafo Alhandani do século X (c. 893-945) citou versículos refletindo a lenda da torre de Gundã: 
Vinte andares de altura o palácio estava
Flertando com as estrelas e as nuvens.
Se o Paraíso repousa sobre os céus
Gundã faz fronteira com o Paraíso.